# Liste der Bodendenkmäler in Pürgen
Auf dieser Seite sind die Bodendenkmäler in der oberbayerischen Gemeinde Pürgen zusammengestellt. Diese Tabelle ist eine Teilliste der Liste der Bodendenkmäler in Bayern. Grundlage ist die Bayerische Denkmalliste, die auf Basis des Bayerischen Denkmalschutzgesetzes vom 1. Oktober 1973 erstmals erstellt wurde und seither durch das Bayerische Landesamt für Denkmalpflege geführt wird. Die folgenden Angaben ersetzen nicht die rechtsverbindliche Auskunft der Denkmalschutzbehörde.

## Bodendenkmäler der Gemeinde Pürgen

### Bodendenkmäler in der Gemarkung Lengenfeld
| Lage                                | Objekt | Akten-Nr.     | Bild           |
| ----------------------------------- | --- | ------------- | -------------- |
| Lengenfeld (Standort)               | Grabhügel vorgeschichtlicher Zeitstellung. Siehe auch: Hügelgrab | D-1-7931-0002 |                |
| Lengenfeld (Standort)               | Siedlung und verebnete Grabhügel vorgeschichtlicher Zeitstellung. | D-1-7931-0101 |                |
| Lengenfeld Schulstraße 1 (Standort) | Untertägige mittelalterliche und frühneuzeitliche Befunde im Bereich der Katholischen Filialkirche St. Nikolaus in Lengenfeld und ihres Vorgängerbaus. Siehe auch: St. Nikolaus (Lengenfeld), Lengenfeld (Pürgen) | D-1-7931-0110 | weitere Bilder |
| Lengenfeld (Standort)               | Grabhügel mit Bestattungen der Hallstattzeit. | D-1-8031-0035 |                |

### Bodendenkmäler in der Gemarkung Pitzling
| Lage                | Objekt                                                                       | Akten-Nr.     | Bild |
| ------------------- | ---------------------------------------------------------------------------- | ------------- | ---- |
| Pitzling (Standort) | Verebnete Grabhügel oder Siedlung vor- und frühgeschichtlicher Zeitstellung. | D-1-7931-0062 |      |

### Bodendenkmäler in der Gemarkung Pürgen
| Lage                                   | Objekt | Akten-Nr.     | Bild                                                      |
| -------------------------------------- | --- | ------------- | --------------------------------------------------------- |
| Pürgen (Standort)                      | Grabhügel und Siedlung vor- und frühgeschichtlicher Zeitstellung.                                                                                | D-1-7931-0064 |                                                           |
| Pürgen (Standort)                      | Verebneter Grabhügel vorgeschichtlicher Zeitstellung.                                                                                            | D-1-7931-0065 |                                                           |
| Pürgen Weilheimer Straße 10 (Standort) | Untertägige mittelalterliche und frühneuzeitliche Befunde im Bereich der Katholischen Pfarrkirche St. Georg in Pürgen und ihrer Vorgängerbauten. | D-1-7931-0104 | Untertägige mittelalterliche und frühneuzeitliche Befunde |
| Pürgen (Standort)                      | Abgegangenes Hofmarkschloss des späten Mittelalters und der frühen Neuzeit (Schloss Pürgen).                                                     | D-1-7931-0158 |                                                           |

### Bodendenkmäler in der Gemarkung Stoffen
| Lage                                                | Objekt | Akten-Nr.     | Bild                                                      |
| --------------------------------------------------- | --- | ------------- | --------------------------------------------------------- |
| Stoffen (Standort)                                  | Körper- und Tuffplattengräber des frühen Mittelalters. Siehe auch: Körpergrab, Mittelalter                                                                                  | D-1-7931-0041 |                                                           |
| Stoffen (Standort)                                  | Burgstall des hohen oder späten Mittelalters. Siehe auch: Burgstall | D-1-7931-0042 |                                                           |
| Stoffen Kirchenstraße 2; Kirchenstraße 6 (Standort) | Untertägige mittelalterliche und frühneuzeitliche Befunde im Bereich der Katholischen Pfarrkirche Mariä Heimsuchung in Stoffen und ihres Vorgängerbaus. Siehe auch: Stoffen | D-1-7931-0108 | Untertägige mittelalterliche und frühneuzeitliche Befunde |
| Stoffen Pitzlinger Straße 17 (Standort)             | Untertägige frühneuzeitliche Befunde im Bereich der Katholischen Kapelle Unseres Herren Ruhe (sog. Schwedenkapelle) bei Stoffen und ihres Vorgängerbaus.                    | D-1-7931-0151 | Untertägige frühneuzeitliche Befunde im Bereich           |
| Stoffen (Standort)                                  | Grabhügel vorgeschichtlicher Zeitstellung. | D-1-8031-0033 |                                                           |
| Stoffen (Standort)                                  | Abschnittsbefestigung vor- und frühgeschichtlicher Zeitstellung sowie Burgstall des hohen und späten Mittelalters.                                                          | D-1-8031-0034 |                                                           |

### Bodendenkmäler in der Gemarkung Ummendorf
| Lage                                     | Objekt | Akten-Nr.     | Bild                                                      |
| ---------------------------------------- | --- | ------------- | --------------------------------------------------------- |
| Ummendorf (Standort)                     | Grabhügel mit Bestattungen der Hallstattzeit. Siehe auch: Hallstattzeit | D-1-7931-0003 |                                                           |
| Ummendorf (Standort)                     | Reihengräberfeld des frühen Mittelalters. Siehe auch: Reihengrab | D-1-7931-0048 |                                                           |
| Ummendorf (Standort)                     | Verebnete Grabhügel vorgeschichtlicher Zeitstellung. | D-1-7931-0063 |                                                           |
| Ummendorf Pitzlinger Straße 2 (Standort) | Untertägige mittelalterliche und frühneuzeitliche Befunde im Bereich der Katholischen Filialkirche St. Michael in Ummendorf und ihres Vorgängerbaus mit zugehörigem Friedhof. Siehe auch: St. Michael (Ummendorf), Ummendorf (Pürgen) | D-1-7931-0105 | Untertägige mittelalterliche und frühneuzeitliche Befunde |